# ワシントン・アーヴィング

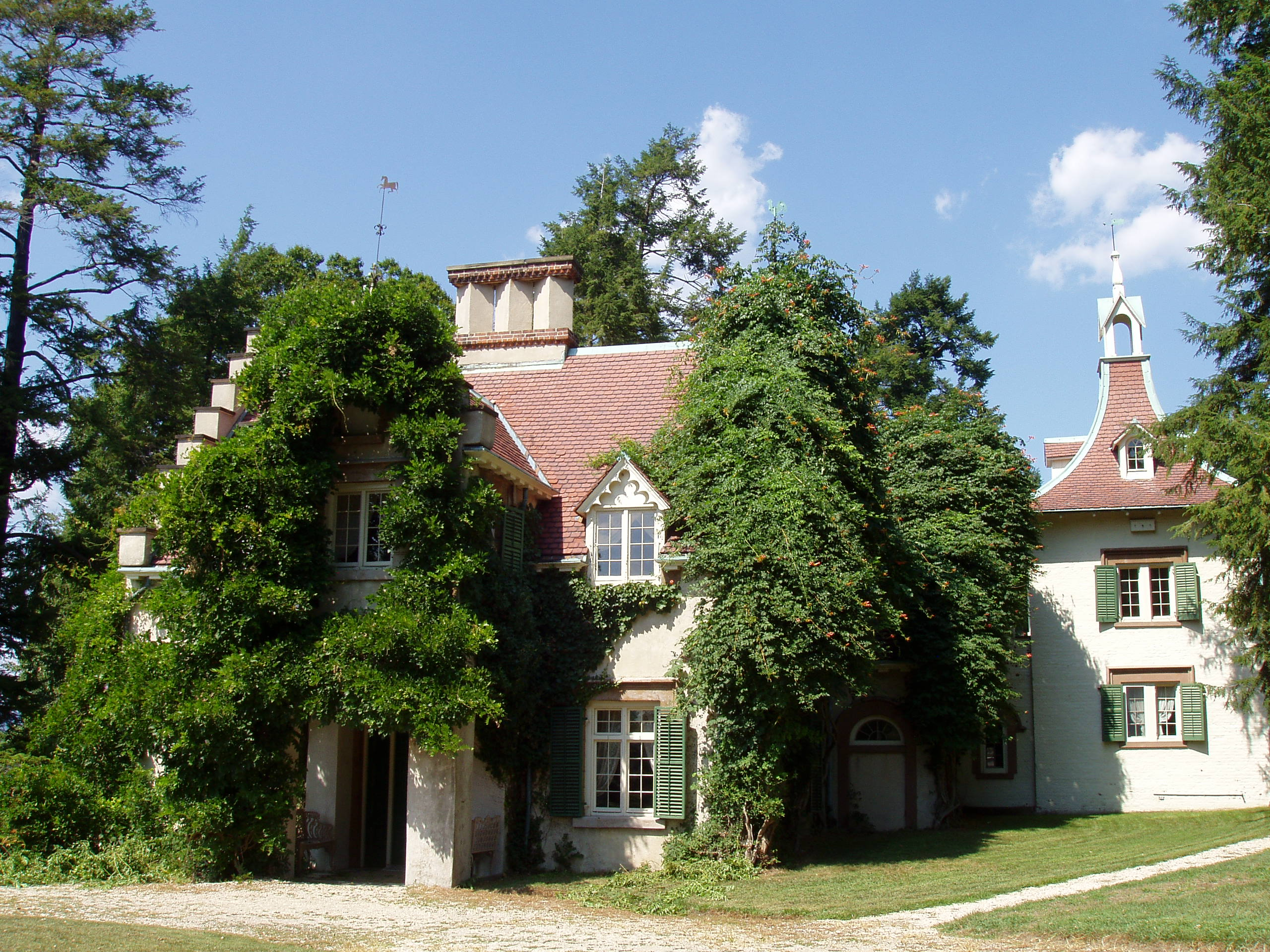
アーヴィングの家（ニューヨーク、タリータウンのサニーサイド）

ワシントン・アーヴィング（Washington Irving、1783年4月3日 - 1859年11月28日）は、19世紀前半のアメリカ合衆国の作家。

## 生涯

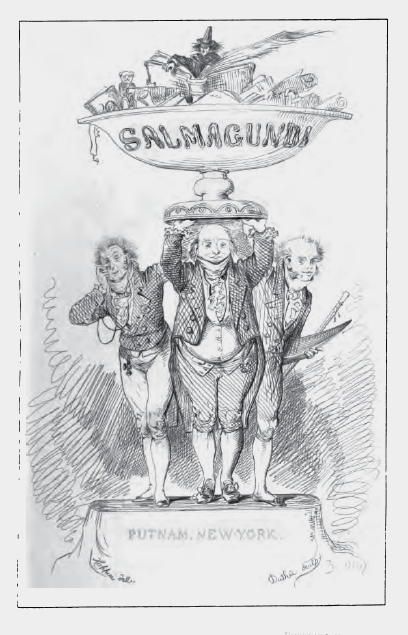
自費出版していた社会風刺雑誌『サルマガンディ』

アーヴィングはニューヨークのマンハッタンに商人の息子として生まれた。父親はスコットランド系、母親はイングランド系の移民で、11人兄弟の末っ子だった。名前はジョージ・ワシントンにちなんで命名された（子供のころジョージ・ワシントンに実際に会っている）。
1802年、法律事務所で見習いをする傍ら、兄ピーターの『モーニング・クロニクル』誌に「ジョナサン・オールドスタイル」のペンネームでニューヨークの風俗を風刺するエッセイを発表。
1804年、結核の兆候が現れ、保養かたがたヨーロッパに遊び、1806年に帰国して弁護士事務所を開業、傍ら文筆に親しんだ。
1807年に兄ウィリアムとジェイムズ・カーク・ポールディング（ウィリアムの義弟）とともに、ユーモアやパロディを交えて社会情勢を語る雑誌『サルマガンディ』”Salmagandi”を発行。
1809年には、最初の自著『ニューヨークの歴史』を上梓。同時期に、17歳の恋人を亡くしている。
米英戦争の影響で、アーヴィング家の商売に行き詰りが生じ、イギリスで貿易商をしていた兄を手伝うために1815年に渡英。兄が病気になり破産したため、家計を助けるため執筆に励み、以後17年間をヨーロッパで過ごす。
1817年には、長年の憧れの作家ウォルター・スコットと人を介して会うことが叶い、スコット邸に4日間滞在。スコットとの会話をきっかけに、執筆を本格化し、1818年には、アーヴィングを一躍有名にした「リップ・ヴァン・ウィンクル」、「スリーピー・ホローの伝説」を含む短編集『スケッチ・ブック』を出版した。
法律家でもあったアーヴィングは、アメリカの対イギリス・スペイン外交官のメンバーであった。アーヴィングはスペイン語が流暢だったため、スペインに関する彼の著書は素晴らしいものとなった。また、ドイツ語やオランダ語など、ほかにもいくつかの言語を読むことができた。アーヴィングは多作で、多くの場で尊重されているジョージ・ワシントンやムハンマドといった人物の伝記や、コロンブス、ムーア人、アルハンブラ宮殿など15世紀スペインに関する多くの本を書いた。
アーヴィングは1832年にアメリカに帰国すると西部のフロンティアを旅し、西部の民族に関して一瞥したところを『プレーリーの旅 A Tour on the Prairies』（1835年）に記した。彼は、ヨーロッパ人やアメリカ人とネイティブアメリカン民族との関係を悪化させることに反対する以下のような発言をしたことで知られている：
植民時代の初期には、白人達のために二重に中傷された数多くの不幸な先住民がいた。彼らは金目当てで頻繁に起こされた理不尽な戦いによって先祖代々の領土を追い出され、さらには彼らの人柄も、頑迷で不純な作家達によって中傷されたのである。
1836年に、アーヴィングはニューヨーク郊外のハドソン川沿いの町タリータウンに屋敷を構え「サニーサイド」と名付けた。（この屋敷は現在もニューヨークのタッパン・ジー・ブリッジのすぐ南に建っている。）以降、スペイン大使を務めた1842～1846年を除き、その地で過ごし、遺作となった『ジョージ・ワシントンの生涯』”Life of George Washington”（1855–59）の執筆に専念した。
この家と周囲の土地はもともと18世紀の入植者ウォルファート・アッカー（Worlfert Acker）が所有しており、アーヴィングは彼についての短編『ウォルファートのねぐら Wolfert's Roost』を書いている。また、マシュー・ペリー提督とも隣同士で交友があり、ペリーのことをJapanned（日本かぶれ）と呼んでいた。
テキサス州の都市アーヴィングや、アラバマ州バーミングハムのワシントン通り（Washington Street）とアーヴィング通り（Irving Street）は、彼の名にちなんで名付けられたと伝えられている。また彼の著書『ブレイスブリッジ・ホール Bracebridge Hall』は、オンタリオ州ブレイスブリッジの名の着想となった。

## 作品
アーヴィングの最初の著書は、『世界の始まりからオランダ王朝の終焉までのニューヨークの歴史、ディートリヒ・ニッカーボッカー著 A History of New-York from the Beginning of the World to the End of the Dutch Dynasty, by Dietrich Knickerbocker』（1809年12月発表）である。これはニュー・アムステルダムの古いオランダ市民の生活をユーモラスに描写した（あるいは、自惚れにまみれた地方史を対象にした陰険な）諷刺文で、この作品によってニッカーボッカーという言葉が辞書に載るようになり、英語でより広く使われるようになった。
アーヴィングは1815年から1822年にわたってヨーロッパを旅し、その際にアボットフォードにウォルター・スコットを訪問、滞在紀行記を著した。1820年、彼はアメリカに取材した作品『スリーピー・ホローの伝説』と『リップ・ヴァン・ウィンクル』を含む、イングランドの生活を描写した文集『スケッチ・ブック』を刊行した。ヨーロッパ滞在中、彼はアメリカのイギリス使節団のメンバーであったが、ひまな時に彼は大陸部へ旅行に出かけ、オランダやドイツの民間伝承を幅広く読んだ。『スケッチ・ブック』に収録されている物語はヨーロッパでアーヴィングが書き、ニューヨークにある出版社へ送られて、アメリカの雑誌に掲載された。一方イギリスでは、彼の短編が彼に無断でイギリスの出版社によって製本されてしまった。そのため彼は、ヨーロッパとアメリカで同時に出版することで著作権を保護することにした。
『リップ・ヴァン・ウィンクル』は、彼が妹のサラとその夫ヘンリー・ヴァン・ウォルト（Henry van Wart）と共にイングランド・バーミンガムに滞在していた時に、一晩で書き上げられた。この場所は彼に他にもいくつかの作品の着想を与えた。『ブレイスブリッジ・ホール Bracebridge Hall』または『ユーモリスト：寄せ集め The Humorists, A Medley』は、この地にあるアストン・ホール（Aston Hall）という建物が基になっている。
アーヴィングは4年間のスペイン滞在中、1828年に『クリストファー・コロンブスの生涯と航海 The Life and Voyages of Christopher Columbus』、翌年に『グラナダの占領 Conquest of Granada』、1831年に『コロンブスの仲間達の航海 Voyages of the Companions of Columbus』を執筆している。アメリカへ帰国する直前、彼はイギリスとアメリカで同時に刊行される作品『アルハンブラ物語 Tales of the Alhambra』（1832年）を執筆した。この作品の本来の題名は、収録された短編の名を全て合わせた冗長なものであったが、1851年にアーヴィングは「作者改訂版」を執筆し、この時に『アルハンブラ物語』と題した。
アーヴィングは1829年からロンドンのアメリカ公使館に秘書官として勤務し、1832年にアメリカに帰国して、1835年に『スペインの征服者達の伝説 Legends of the Conquest of Spain』を出版している。しかしこの時期の彼の主要な作品は3作の「西部」の本で、これらはアーヴィングがイギリスやスペインで過ごした時間が、彼をアメリカ人よりもヨーロッパ人に近づけてしまったことを忘れさせるために作られた。彼の最初の西部作品は1835年の『プレーリーの旅』である。この本の第10章の始まりは以下のような文章を含み、一部の文芸評論家から、彼の外面的様相に関する懸念の言葉であると解釈されている：
私たちは自国の若者を外国に送り出し、ヨーロッパで贅沢に柔弱に育てている；私にはこう思える。以前のプレーリーの旅こそが寧ろ、男らしさ、素朴さ、他者に頼らない、など我が国の政治慣習と調和する多くの物を生み出してくれた、と。
彼の二番目の西部の本は『アストリア Astoria』である。彼はこの作品を、当時すでに引退していた大商人ジョン・ジェイコブ・アスターのもとに滞在していた6ヶ月の間に執筆した。この作品はアスターの、毛皮貿易植民地（現在のオレゴン州アストリア）を作ろうとした試みに対する尊敬に満ちた物語である。
アーヴィングがアスターのもとに滞在している間に、軍人で探検家のベンジャミン・ボンヌヴィルが訪れた。彼が3年間にわたってオレゴン・カントリーで過ごしたという物語はアーヴィングを魅了した。1-2ヶ月後、アーヴィングがワシントンD.C.でボンヌヴィルと再会したとき、自分の旅について書こうと苦労していたボンヌヴィルは、その代わりに自分の地図とノートをアーヴィングに1000ドルで売ることを決意した。アーヴィングはこの資料をもとにして、3つの西部の本の中でしばしば最高傑作と見なされる『キャプテン・ボンヌヴィルの冒険 The Adventures of Captain Bonneville』（1837年）を執筆した。
アーヴィングはニューヨーク市を表す「ゴッサム・シティ」という造語を生み出した人物として知られる。ゴッサムは「ゴータムの賢者」の伝承に由来する。アーヴィングは自身のコラムで「衆愚の街・ニューヨーク」にゴータム村の伝承を重ねて「ゴッサム・シティ」と表現した。この表現は後にバットマンの漫画や映画の舞台である架空の都市「ゴッサム」の由来となった。
また「万能のドル」（Almighty dollar）という表現を生み出したのも彼だとされる。アーヴィングはまた、ジョーゼフ・ヘラーの小説『キャッチ=22』の作中で、偽造屋の用いる偽名としてジョン・ミルトンと共に登場する。

## 使用したペンネーム
- ジョフリー・クレヨン（Geoffrey Crayon）
- ディートリヒ・ニッカーボッカー（Diedrich Knickerbocker）
- ジョナサン・オールドスタイル（Jonathan Oldstyle）

## 主な著作
- 『ディートリッチ・ニッカーボッカーのニューヨーク史』、1809
- 『スケッチ・ブック』、1820
  - 「リップ・ヴァン・ウィンクル」
  - 「スリーピー・ホローの伝説」
- 『ブレイスブリッジ・ホール』、1822
- 『旅人物語 Tales of a Traveller』、1824
- 『ジョナサン・オールドスタイルの手紙 Letters of Jonathan Oldstyle』、1824
- 『コロンブスの生涯とその航海』、1828
- 『グラナダ征服の年代記』、1829
- 『アルハムブラ』、1831
- 『ムーア人の物語とスケッチ』、1835
- 『ゴールドスミス伝』、1849
- 『マホメットとその後継者』、1850
- 『ワシントン伝』、1859

## 作品の評価
- 彼の作品中には、同時代の出来事がほとんど反映されていないが、そのかわりに、ロマンティックな過去が、新鮮な、独創的な筆で、多分のユーモアと、上品な皮肉を織り交ぜられて、香気と色彩を以て描かれている。

- 近代短篇小説の発達に多くの貢献をした一人であった。

## 伝記
- 『ワシントン・アーヴィングの生涯』 スタンリー・T・ウィリアムズ著、1935年（英語）